# Eriauchenius borimontsina
Eriauchenius borimontsina is een spinnensoort uit de familie Archaeidae. De soort komt voor in Madagaskar.